# 志满水库
志满水库是中国广东省湛江市麻章区境内的一座水库，位于旧县河上，建于1959年。水库正常库容为1168万立方米，集雨面积为22平方千米，海拔为52.5米。